# Runningback
En runningback er den spiller på et amerikansk fodboldhold der primært løber med bolden. Oftest vil runningbacken modtage bolden fra quarterbacken, og derefter er det runningbackens ansvar at løbe med bolden igennem huller skabt af den offensive linje.

## Fullbacks
Fullbacks er ofte meget store spillere, der med deres vægt kan vælte forsvarere der forsøger at tackle dem. Fullbacks er ikke specielt hurtige, og bruges derfor ikke meget til at løbe med bolden. Derimod anvendes de til at blokere forsvarerne væk fra en halfback på et løbespil, men før i tiden blev fullbacks brugt oftere til at lave løb. 
Eksempel på fullback: Lorenzo Neal

## Halfback
En halfback er ofte mindre end en fullback, og bruges primært til at løbe med bolden eller gribe den. Halfbacks skal være gode til at se hullerne i den offensive linje, og kunne løbe andre steder hen hvis der er frit der. Derudover er det et stort plus hvis en halfback kan bryde mange tacklinger, eller bruge sin hurtighed til at slippe væk fra forsvarerne.
Eksempler på halfbacks:
- LaDainian Tomlinson
- Barry Sanders
- Terrell Davis